# Concierto para flauta n.º 2 (Mozart)
El Concierto para flauta n.º 2 en re mayor, K. 314/285d, es una adaptación de un concierto para oboe original, escrita por Wolfgang Amadeus Mozart en 1778. 

## Historia
Fue encargado por el flautista holandés Ferdinand De Jean (1731-1797) junto con otros cuatro cuartetos para flauta y tres conciertos para el antedicho instrumento; de los que Mozart solo llegó a completar tres cuartetos y dos conciertos de flauta. A pesar de crear un nuevo concierto (que sería el Concierto para flauta n.º 1, KV 313), Mozart arregló el concierto para oboe que había escrito un año antes y lo convirtió en su segundo concierto para flauta, aunque con cambios sustanciales para ajustarlo a lo que el compositor consideraba la manera de tocar de una flauta. Sin embargo, De Jean no pagó a Mozart por este concierto porque estaba basado en una composición anterior.

## Instrumentación
La obra está escrita para flauta solista y una orquesta formada por cuerdas, dos oboes y dos trompas.

## Estructura
Consta de tres movimientos:
- I. Allegro aperto.
- II. Adagio non troppo.
- III. Rondó: Allegretto.